# 통풍
통풍(痛風, 영어: gout)은 요산이 체내에 축적되어 생기는 병이다. 관절의 연골, 힘줄, 주위조직에 날카로운 형태의 요산결정이 침착되어 조직들의 염증반응을 촉발한다.

## 증상
해당 관절 부위가 붓고, 발적되며 열이나고 후끈거리고 근육이 경직되고 빨갛게 변한다. 환부 표면의 피부 표피층이 벗겨지기도 한다. 찌르는듯한 욱신거리는 극심한 고통을 수반한다. 특히 밤이나 새벽에 증상이 잘 나타나며 통증은 더욱 심해진다.
급성 통풍 발작의 경우 증상 기간이 짧으면 일주일에서 심하면 길면 한달정도 지속된다. 증상이 있을 때에는 일상생활에 상당한 불편을 초래하게 된다.
남자의 엄지 발가락에서 제일 흔히 발병하지만 다른부위(팔, 다리 모든 관절)에도 생기고 여자도 걸릴 수 있다. 고요산혈증(hyperuricemia)을 오래 앓는 환자들은 tophi라 불리는 요산 결정체가 귓바퀴 등에 생길 수 있다.
혈액 속에 요산수치가 장기간 높게 올라가면 콩팥, 방광, 각 관절에 침착되고 신장에는 요산결석이 생길 수 있다.

## 진단
관절액을 주사기로 뽑아 활액내의 다핵백혈구 속의 monosodium urate crystals을 광학 현미경으로 관찰하여 진단하며 바늘모양의 요산 결정체를 확인한다. 고요산혈증 (hyperuricemia) 이란 남자는 420 μmol/L (7.0 mg/dL) 이상 여자(월경전)는 380 μmol/L이상으로 정의된다. 이 수치보다 높다하여 누구나 통풍에 걸리는 것은 아니며, 환자의 2/3에서 정상범위의 요산범위에서 발병한다.

## 치료

### 급성 발병시
- 1차선택약: 인도메타신(또는 다른 비스테로이드성 소염진통제)
- oral Glucocorticoid
- Glucocorticoid 관절내 주사
- 콜키신(위장관부작용: 설사, 미식거림, 구토)
- 과다 복용시 콜키쿰 중독으로 사망할 수 있음

인도메타신
콜키신
콜키쿰
관절내 주사

## 예방
- Allopurinol 알로푸리놀 (자이로릭:xanthine oxygenase inhibitor. 신장애 상관 없음)
- Sulfinpyrazone 설핀피라존 (쎌라트팜 썰핀피라존 캅셀, 신장결석증과 고도의 신장애시 금기)
- Allopurinol과 azathiopurine(이뮤란)을 이식환자에 사용시 치명적 부작용이 있으니 특히 주의
- Febuxostat: 통풍ㆍ고요산혈증 환자의 혈중 요산(尿酸) 농도를 낮추는데 페북소스타트(Febuxostat)

## 음식
요산이 들어있는 음식 섭취를 줄이고 배출을 쉽게 하여 혈액 내 요산 수치를 낮춰야한다. 지방, 단백이 많은 음식을 피한다. 술(특히 맥주)은 절대 피한다.
- 신장 장애가 없으면 물을 많이 마셔서 소변량을 늘린다. 요산은 대변, 소변으로 가장 많이 배출된다. 하루 수분 섭취 권장량 성인남자 기준 약 3L.

퓨린이 요산을 생성하는 물질이므로 퓨린이 들어가 있는 음식은 피하는 것이 좋다.
- 퓨린은 주로 등푸른 생선에 많이 있고, 조개 및 오징어, 갑각류, 해조류, 적색육, 동물의 내장, 맥주 효모 자체, 말린 버섯에 많이 들어 있다.

반대로, 통풍에 도움이 되는 음식으로는 저지방 유제품, 야채 등이 있다.

### 요산섭취를 줄이기
대략 혈액 내 6.7 mg/dl의 요산이 있으면 용해도가 한계에 달해 요산결정이 몸속에 생긴다. 건강한 성인이 9.0 mg/dl으로 6년이 지나면 22%에서 통풍이 생기고 7.0-8.9 mg/dl이면 1% 이하에서 발병한다. 단백질 특히 근육속의 DNA와 RNA의 adenine 과 guanine 염기형태로 퓨린이 존재한다.
퓨린이 많이 함유된 음식은 피하는게 좋다.
- DNA와 RNA가 미토콘드리아에 있는데 육고기(특히 내장)와 해산물(특히 등푸른 생선)의 근육속에 미토콘드리아가 꽉 차있고 퓨린함량이 높다.
- 하루 12-oz (약 340g)의 맥주를 마시면 위험성이 49% 증가한다.
- 치맥(치킨과 맥주를 함께 먹는 일)은 통풍의 위험성을 증가시킨다.